# Kabinet-Suzuki
Het kabinet–Suzuki (Japans: 鈴木善幸内閣) was de regering van het Keizerrijk Japan van 17 juli 1980 tot 27 november 1982.

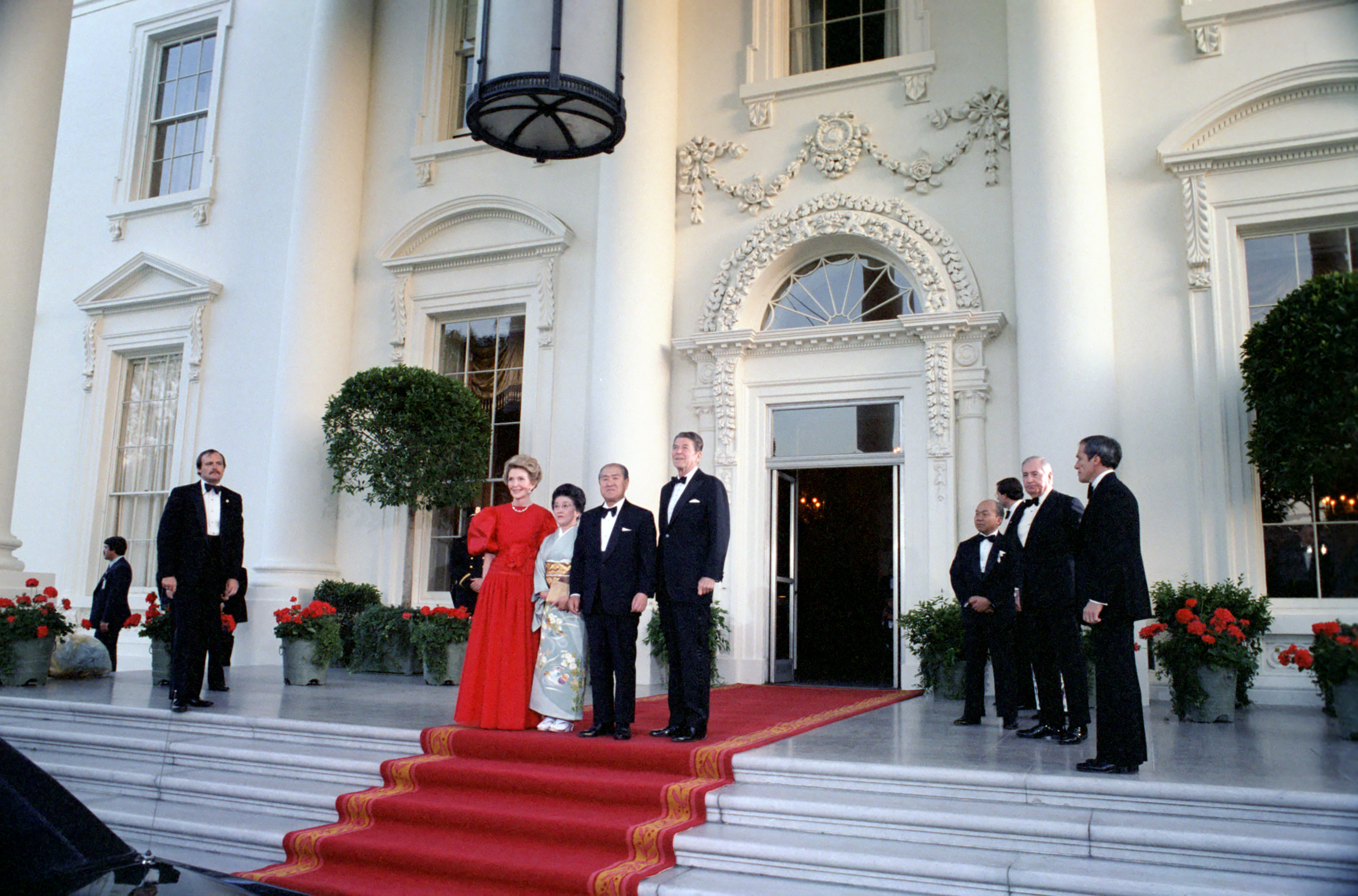
President van de Verenigde Staten Ronald Reagan en premier Zenko Suzuki tijdens een werkbezoek aan het Witte Huis op 7 mei 1981.

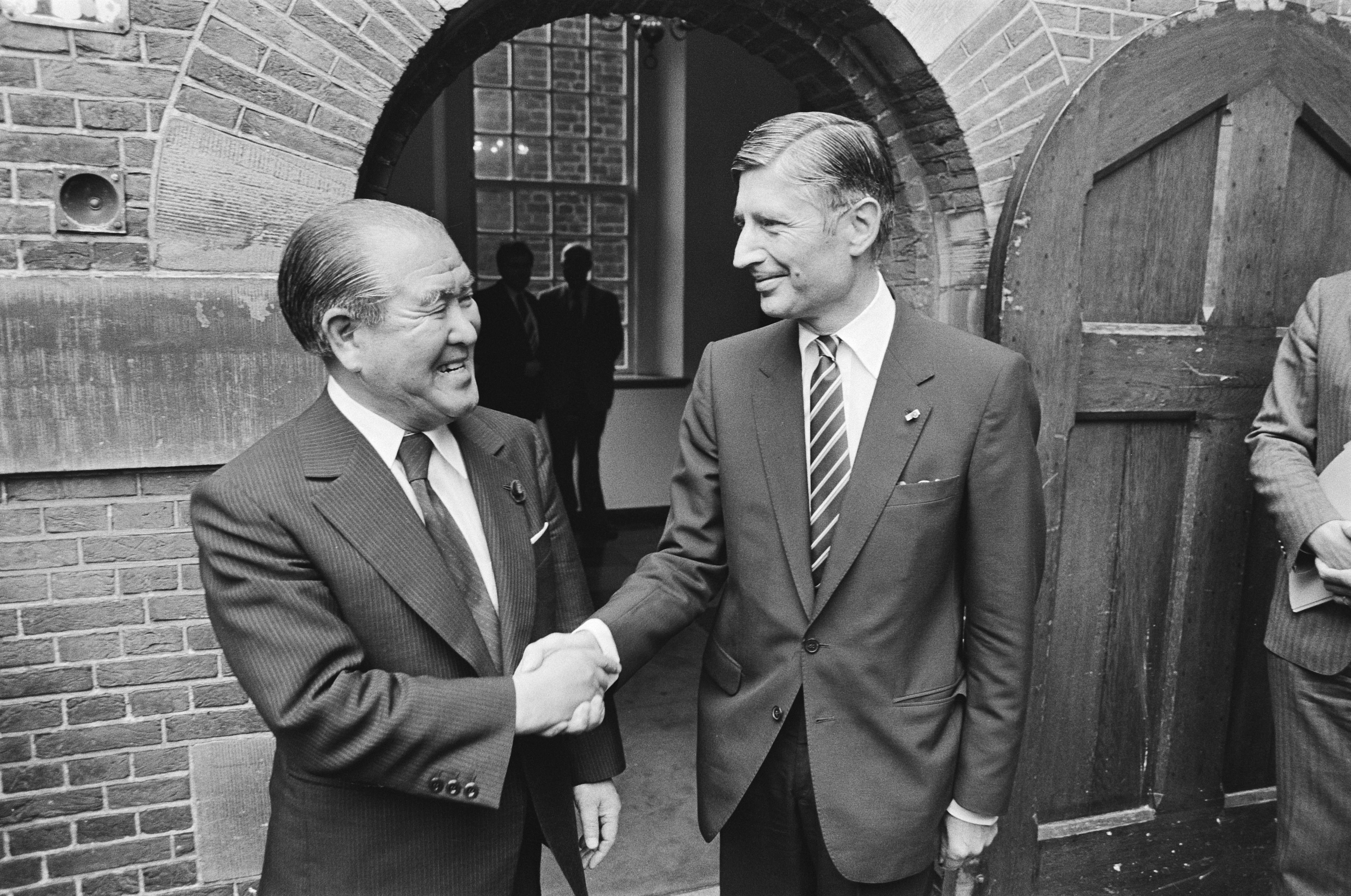
Premier Zenko Suzuki en minister-president Dries van Agt tijdens een werkbezoek aan het Binnenhof op 18 juni 1981.

## Kabinet–Suzuki (1980–1982)
| Ambtsbekleder                                                | Ambtsbekleder     | Ambtsbekleder                               | Functie                                        | Ambtstermijn      | Ambtstermijn      | Partij |
| ------------------------------------------------------------ | ----------------- | ------------------------------------------- | ---------------------------------------------- | ----------------- | ----------------- | ------ |
|                                                              | Zenko Suzuki      | Zenko Suzuki 鈴木善幸 (1911–2004)           | Premier                                        | 17 juli 1980      | 27 november 1982  | LDP    |
|                                                              | Kiichi Miyazawa   | Kiichi Miyazawa 宮澤喜一 (1919–2007)        | Secretaris- generaal                           | 17 juli 1980      | 27 november 1982  | LDP    |
|                                                              | Jiro Ishiba       | Jiro Ishiba 石破二朗 (1908–1981)            | Minister van Binnenlandse Zaken                | 17 juli 1980      | 18 december 1980  | LDP    |
| Voorzitter van de Commissie voor Openbare Orde en Veiligheid | Jiro Ishiba       | Jiro Ishiba 石破二朗 (1908–1981)            |                                                | 17 juli 1980      | 18 december 1980  | LDP    |
|                                                              | Tokichi Abiko     | Tokichi Abiko 安孫子藤吉 (1904–1994)        | Minister van Binnenlandse Zaken                | 18 december 1980  | 30 november 1981  | LDP    |
| Voorzitter van de Commissie voor Openbare Orde en Veiligheid | Tokichi Abiko     | Tokichi Abiko 安孫子藤吉 (1904–1994)        |                                                | 18 december 1980  | 30 november 1981  | LDP    |
|                                                              |                   | Masataka Seko 世耕政隆 (1923–1998)          | Minister van Binnenlandse Zaken                | 30 november 1981  | 27 november 1982  | LDP    |
| Voorzitter van de Commissie voor Openbare Orde en Veiligheid |                   | Masataka Seko 世耕政隆 (1923–1998)          |                                                | 30 november 1981  | 27 november 1982  | LDP    |
|                                                              | Masayoshi Ito     | Masayoshi Ito 伊東正義 (1913–1994)          | Minister van Buitenlandse Zaken                | 17 juli 1980      | 18 mei 1981       | LDP    |
|                                                              | Sunao Sonoda      | Sunao Sonoda 園田直 (1913–1984)             | Minister van Buitenlandse Zaken                | 18 mei 1981       | 30 november 1981  | LDP    |
|                                                              | Yoshio Sakurauchi | Yoshio Sakurauchi 櫻内義雄 (1912–2003)      | Minister van Buitenlandse Zaken                | 30 november 1981  | 27 november 1982  | LDP    |
|                                                              | Michio Watanabe   | Michio Watanabe 渡辺美智雄 (1923–1995)      | Minister van Financiën                         | 17 juli 1980      | 27 november 1982  | LDP    |
|                                                              | Seisuke Okuno     | Seisuke Okuno 奥野誠亮 (1913–2016)          | Minister van Justitie                          | 17 juli 1980      | 30 november 1981  | LDP    |
|                                                              | Michio Watanabe   | Michio Watanabe 坂田道太 (1916–2004)        | Minister van Justitie                          | 30 november 1981  | 27 november 1982  | LDP    |
|                                                              |                   | Rokusuke Tanaka 田中六助 (1923–1985)        | Minister van Economische Zaken                 | 17 juli 1980      | 30 november 1981  | LDP    |
|                                                              | Shintaro Abe      | Shintaro Abe 安倍晋太郎 (1924–1991)         | Minister van Economische Zaken                 | 30 november 1981  | 27 november 1982  | LDP    |
|                                                              |                   | Kuniyoshi Saito 斎藤邦吉 (1909–1992)        | Minister van Volksgezondheid en Welzijn        | 17 juli 1980      | 20 september 1980 | LDP    |
|                                                              | Sunao Sonoda      | Sunao Sonoda 園田直 (1913–1984)             | Minister van Volksgezondheid en Welzijn        | 20 september 1980 | 18 mei 1981       | LDP    |
|                                                              |                   | Tatsuo Murayama 村山達雄 (1915–2010)        | Minister van Volksgezondheid en Welzijn        | 18 mei 1981       | 30 november 1981  | LDP    |
|                                                              |                   | Motoharu Morishita 森下元晴 (1922–2014)     | Minister van Volksgezondheid en Welzijn        | 30 november 1981  | 27 november 1982  | LDP    |
|                                                              | Masayuki Fujio    | Masayuki Fujio 藤尾正行 (1917–2006)         | Minister van Arbeid                            | 17 juli 1980      | 30 november 1981  | LDP    |
|                                                              |                   | Takiichiro Hatsumura 初村滝一郎 (1913–2005) | Minister van Arbeid                            | 30 november 1981  | 27 november 1982  | LDP    |
|                                                              | Tatsuo Tanaka     | Tatsuo Tanaka 田中龍夫 (1910–1998)          | Minister van Onderwijs                         | 17 juli 1980      | 30 november 1981  | LDP    |
|                                                              | Heiji Ogawa       | Heiji Ogawa 小川平二 (1910–1993)            | Minister van Onderwijs                         | 30 november 1981  | 27 november 1982  | LDP    |
|                                                              | Masajuro Shiokawa | Masajuro Shiokawa 塩川 正十郎 (1921–2015)   | Minister van Transport en Infrastructuur       | 17 juli 1980      | 30 november 1981  | LDP    |
|                                                              |                   | Tokusaburo Kosaka 小坂徳三郎 (1916–2006)    | Minister van Transport en Infrastructuur       | 30 november 1981  | 27 november 1982  | LDP    |
|                                                              |                   | Shigeyoshi Saito 斉藤滋与史 (1918–2018)     | Minister van Bouw en Constructie               | 17 juli 1980      | 30 november 1981  | LDP    |
|                                                              |                   | Shiseki Ihei 始関伊平 (1907–1991)           | Minister van Bouw en Constructie               | 30 november 1981  | 27 november 1982  | LDP    |
|                                                              |                   | Takao Kameoka 亀岡高夫 (1920–1998)          | Minister van Landbouw, Bosbouw en Visserij     | 17 juli 1980      | 30 november 1981  | LDP    |
|                                                              | Yoshiro Tazawa    | Yoshiro Tazawa 田沢吉郎 (1918–2001)         | Minister van Landbouw, Bosbouw en Visserij     | 30 november 1981  | 27 november 1982  | LDP    |
|                                                              |                   | Ichiro Yamauchi 山内一郎 (1913–2005)        | Minister van Communicatie en Post              | 17 juli 1980      | 30 november 1981  | LDP    |
|                                                              |                   | Noboru Minowa 箕輪登 (1924–2006)            | Minister van Communicatie en Post              | 30 november 1981  | 27 november 1982  | LDP    |
|                                                              | Toshio Komoto     | Toshio Komoto 河本敏夫 (1911–2001)          | Minister voor Economische Betrekkingen         | 17 juli 1980      | 27 november 1982  | LDP    |
|                                                              | Shoji Omura       | Shoji Omura 大村襄治 (1919–1997)            | Directeur- generaal van de JSDF                | 17 juli 1980      | 30 november 1981  | LDP    |
|                                                              | Soichiro Ito      | Soichiro Ito 伊藤宗一郎 (1924–2001)         | Directeur- generaal van de JSDF                | 30 november 1981  | 27 november 1982  | LDP    |
|                                                              | Yasuhiro Nakasone | Yasuhiro Nakasone 中曾根康弘 (1918–2019)    | Directeur- generaal voor Administratieve Zaken | 17 juli 1980      | 27 november 1982  | LDP    |

Yoshida I ·
Katayama ·
Ashida ·
Yoshida II ·
Yoshida III ·
Yoshida IV ·
Yoshida V ·
I. Hatoyama I ·
I. Hatoyama II ·
I. Hatoyama III ·
Ishibashi ·
Kishi I ·
Kishi II ·
Ikeda I ·
Ikeda II ·
Ikeda III ·
Sato I ·
Sato II ·
Sato III ·
K. Tanaka I ·
K. Tanaka II ·
Miki ·
T. Fukuda ·
Ohira I ·
Ohira II ·
Suzuki ·
Nakasone I ·
Nakasone II ·
Nakasone III ·
Takeshita ·
Uno ·
Kaifu I ·
Kaifu II ·
Miyazawa ·
Hosokawa ·
Hata ·
Murayama ·
Hashimoto I ·
Hashimoto II ·
Obuchi ·
Mori I ·
Mori II ·
Koizumi I · 
Koizumi II ·
Koizumi III ·
Abe I ·
Y. Fukuda ·
Aso ·
Y. Hatoyama ·
Kan ·
Noda ·
Abe II ·
Abe III ·
Abe IV ·
Suga ·
Kishida I ·
Kishida II